# Malignant
Malignant (engl: Bösartiges) ist ein US-amerikanischer Horrorfilm aus dem Jahr 2021 unter der Regie von James Wan. In den Kinos erschien der Film am 10. September 2021 in den Vereinigten Staaten und am 2. September 2021 in Deutschland.

## Handlung
1993 behandeln Dr. Florence Weaver und ihre Kollegen Victor Fields und John Gregory im Simion Research Hospital einen gewalttätigen, gestörten Patienten namens Gabriel, der in der Lage ist, Elektrizität zu kontrollieren und seine Gedanken über Lautsprecher zu übertragen. Nachdem Gabriel mehrere Mitarbeiter getötet hat, stellt Dr. Weaver fest, dass er ein hoffnungsloser Fall ist und das "Krebsgeschwür" entfernt werden muss.
27 Jahre später kehrt die Krankenschwester Madison Lake-Mitchell, eine schwangere Frau aus Seattle, zu ihrem misshandelnden Ehemann Derek zurück. Während eines Streits über ihre zurückliegenden drei Fehlgeburten schlägt Derek Madisons Kopf gegen eine Wand, so dass sie am Hinterkopf blutet. Nachdem sie sich in ihrem Zimmer eingeschlossen hat, hat sie einen Alptraum, in dem eine Person in ihr Haus eindringt und Derek tötet. Zu Madisons Entsetzen greift eine Person sie kurz nach dem Anblick von Dereks Leiche an und schlägt sie bewusstlos.
Madison wacht in einem Krankenhaus auf und erfährt von ihrer Schwester Sydney, dass ihr ungeborenes Baby den Angriff nicht überlebt hat. Nach einer Befragung durch den Polizeidetektiv Kekoa Shaw und seine Partnerin Regina Moss kehrt Madison nach Hause zurück. Madison offenbart Sydney, dass sie im Alter von 8 Jahren adoptiert wurde und keine Erinnerungen an ihr früheres Leben hat. Der Mörder entführt eine Frau, die eine Seattle Underground Tour veranstaltet, und Madison blutet weiterhin am Hinterkopf. Später hat sie eine weitere Vision, in der sie hilflos mit ansehen muss, wie Dr. Weaver von dem Killer brutal niedergeknüppelt wird.
Während ihrer Ermittlungen entdecken Shaw und Moss in Weavers Haus ein Foto von Madison als Kind und erfahren, dass Weaver sich auf rekonstruktive Chirurgie spezialisiert hat. Madison und Sydney wenden sich an die Polizei, nachdem Madison eine Vision des Mörders hat, der Dr. Fields ermordet. Der Mörder ruft daraufhin Madison an und gibt sich als Gabriel zu erkennen. Madison und Sydney besuchen ihre Mutter und erfahren, dass Gabriel ein imaginärer Freund war, mit dem Madison in ihrer Kindheit gesprochen hat, der aber auch jemand sein könnte, den sie vor ihrer Adoption kannte. Später findet Shaw eine Verbindung zwischen den Ärzten und Madison, die in den Aufzeichnungen von Dr. Weaver versteckt ist, was ihn dazu bringt, den Mord an Dr. Gregory aufzudecken.

## Kritik
Christoph Petersen von filmstarts.de schreibt: «„Malignant“ profitiert gerade in der ersten Hälfte extrem davon, wenn man vorab möglichst wenig über den Plot weiß – schließlich hat man selbst nach 30 Minuten noch nicht wirklich einen Schimmer, in was für einer Art von Horrorfilm man hier eigentlich gerade sitzt. Auf jeden Fall ist es eine abgefahrene, immer wieder überraschende Tour de Force».

## Einspielergebnis
Die weltweiten Einnahmen belaufen sich auf rund 34,9 Millionen US-Dollar.